# Amolops cremnobatus
Amolops cremnobatus és una espècie de granota que viu a Laos i el Vietnam amenaçada d'extinció per la destrucció de l'hàbitat natural.